# Sidney da Silva Patrício
Sidney da Silva Patrício (Gama, 7 de setembro de 1966) é um policial militar e político brasileiro. Integrou a Câmara Legislativa do Distrito Federal de 2007 a 2015, durante sua quinta e sexta legislaturas.

## Biografia
Em 1990, Patrício se filiou ao Partido dos Trabalhadores (PT).
Em 2006, Patrício foi eleito deputado distrital com 18.889 votos, correspondentes a 1,42% dos votos válidos.
Em 2010, com a renúncia de Leonardo Prudente, Patrício assumiu a presidência do parlamento distrital em caráter interino. Na eleição realizada para a escolha do novo presidente, foi derrotado por Wilson Lima, que recebeu quinze votos, ante sete de Patrício.
Patrício foi eleito para o parlamento em 2010 com 22.209 votos, ou 1,58%. Foi a quarta maior votação para o cargo naquela eleição, superado apenas pelos colegas de partido Arlete Sampaio e Chico Leite, além da deputada Eliana Pedrosa.
Em 2018, Patrício deixou e PT e se filiou ao Partido Democrático Trabalhista (PDT). No mesmo ano, concorreu a uma vaga na Câmara Legislativa e, com 1.482 votos, ou 0,10%, não foi eleito.